# ونددورف
وندورف (به آلمانی: Wenddorf) یک منطقهٔ مسکونی در آلمان است که در Angern واقع شده‌است.
 وندورف  ۱۱۷ نفر جمعیت دارد.